# Włodzimierz Songin
Włodzimierz Songin (ur. 12 listopada 1925 w Bielskie, zm. 24 grudnia 2004 w Szczecinie) – polski profesor nauk rolniczych w zakresie szczegółowej uprawy roślin, nauczyciel akademicki

## Życiorys
Włodzimierz Songin podczas II wojny światowej walczył o niepodległość Polski – w 1944 był żołnierzem Armii Krajowej, a w kolejnych dwóch latach – w 17 Dywizji Piechoty Ludowym Wojsku Polskim. Za udział w walkach z Niemcami otrzymał Odznakę Grunwaldzką oraz Medal Zwycięstwa i Wolności 1945. Po zakończeniu wojny studiował rolnictwo na Uniwersytecie Poznańskim, gdzie w 1951 uzyskał dyplom magistra inżyniera. W latach 1951–1956 pracował na stanowiskach agronoma i starszego asystenta w Stacjach Selekcji Roślin PGR Ciekocino i Uszyce. W 1956 rozpoczął pracę w Wyższej Szkole Rolniczej w Szczecinie (od 1972 Akademia Rolnicza w Szczecinie) na stanowisku starszego asystenta w Rolniczym Zakładzie Doświadczalnym w Ostoi. W kolejnych latach pracował w Katedrze Szczegółowej Uprawy Roślin jako starszy asystent (1957-1958), adiunkt (1958-1968), docent (1968-1976), profesor (1976-1996). W 1961 uzyskał stopień naukowy doktora nauk rolniczych, w 1968 – stopień doktora habilitowanego, w 1976 – tytuł naukowy profesora nadzwyczajnego, w 1986 – tytuł profesora zwyczajnego. Kierował Katedrą Szczegółowej Uprawy Roślin (1969-1996), był zastępcą dyrektora Instytutu Roli i Roślin (1971-1980). Przez kilka kadencji był członkiem Senatu Uczelni oraz brał udział w pracach różnych komisji senackich, rektorskich i wydziałowych. Uczestniczył w pracach centralnych i regionalnych rad naukowo-technicznych, m.in. był członkiem Komitetu Uprawy Roślin Polskiej Akademii Nauk. W latach 1961–1989 należał do Zjednoczonego Stronnictwa Ludowego. 
Przeszedł na emeryturę w 1996, nie przerywając pracy naukowej i popularyzatorskiej. Żona Halina Songin także jest profesorem nauk rolniczych, a córka Ewa – lekarzem.

## Działalność naukowo-dydaktyczna
Badania naukowe profesora Włodzimierza Songina dotyczyły doskonalenia agrotechniki prawie wszystkich gatunków roślin, w szczególności ziemniaka i roślin pastewnych. W latach 1957–1968 uczestniczył w doświadczeniach zmierzających do ustalenia zasad produkcji pasz objętościowych w ramach tzw. zielonej taśmy. Zostały one wyróżnione w 1963 nagrodą zespołową Ministra Nauki i Szkolnictwa Wyższego. W latach 1975–1985 był koordynatorem wszystkich badań Wydziału Rolniczego AR w Szczecinie prowadzonych w ramach problemu resortowego „Intensyfikacja produkcji paszowej w regionie nadmorskim” (13 zadań badawczych). Badania nad ziemniakiem miały na celu dotyczyły zwiększenia plonu, poprawienia zdrowotności oraz współczynnika rozmnażania. Problem nasilenia rizoktoniozy ziemniaka pod wpływem wybranych czynników agrotechnicznych był przedmiotem rozprawy doktorskiej Profesora (promotorem był prof. dr Z. Mackiewicz). Rozprawa habilitacyjna była poświęcona wykazaniu zależności pomiędzy nawożeniem i degeneracją roślin ziemniaka. Kompleksowe badania nad nowymi odmianami ziemniaka wraz z opracowaniem nowoczesnych metod ich agrotechniki oraz przechowywania były prowadzone pod kierunkiem Włodzimierza Songina w latach 1971–1985 w ramach problemów rządowych, węzłowych i resortowych. Za cykl prac badawczych i wdrożeniowych z tego zakresu zespół pod kierownictwem profesora Włodzimierza Songina uzyskał zespołową nagrodę Ministra Nauki, Szkolnictwa Wyższego i Techniki (1979). Opublikował jako autor lub współautor 12 monografii naukowych, 320 artykułów, 180 doniesień i komunikatów naukowych, pięć rozdziałów w podręcznikach akademickich, dwa skrypty, 23 instrukcje wdrożeniowe oraz około 400 artykułów popularnonaukowych. 
Większość badań profesora Włodzimierza Songina nawiązywała do zagadnień mających istotne znaczenie dla praktyki rolniczej, a zdobytą wiedzę przekazywał bezpośrednio rolnikom i służbie rolnej podczas kursów, szkoleń, pokazów i konferencji naukowo-technicznych. Był często proszony o konsultacje i ekspertyzy przy rozwiązywaniu problemów związanych z działalnością przedsiębiorstw i instytucji rolniczych, m.in. Przedsiębiorstwa Hodowli Roślin i Nasiennictwa, Stacji Kwarantanny i Ochrony Roślin, Wydziałów Rolnictwa Urzędów Wojewódzkich, Ośrodków Doradztwa Rolniczego, Kółek Rolniczych i in.. Brał też aktywny udział w pracach centralnych i regionalnych rad naukowo-technicznych, takich jak: Rada Naukowo-Techniczna ds. Ziemniaka przy Ministrze Rolnictwa (1974-1976), Rada Naukowo-Ekonomiczna przy Urzędzie Wojewódzkim w Szczecinie (1971-1988), Rada Naukowo-Techniczna Zjednoczenia Przedsiębiorstw Państwowych Gospodarstw Rolnych w Szczecinie (1978-1988).
Brał aktywny udział w pracach szeregu rad i towarzystw naukowych, takich jak Komitet Uprawy Roślin Polskiej Akademii Nauk, Rada Naukowa Instytutu Ziemniaka, Szczecińskie Towarzystwo Naukowe (był wiceprzewodniczącym Wydziału Nauk Przyrodniczych i Rolniczych), Polskie Towarzystwo Fitopatologiczne i Polskie Towarzystwo Nauk Agrotechnicznych, Oddział w Szczecinie (jako zastępca przewodniczących), Rada Naukowa Centrum Ekologiczno-Rekolekcyjnego w Wisełce, Klub Ekologiczny w Szczecinie.
Profesor Włodzimierz Songin wypromował 11 doktorów, a w kierowanej przez Profesora Katedrze trzech pracowników uzyskało stopień naukowy doktora habilitowanego. Pod Jego kierunkiem swoje prace dyplomowe wykonało około 400 absolwentów.

## Wybrane publikacje naukowe
- Wpływ warunków uprawy na plon sadzeniaków ziemniaka i ich wartość reprodukcyjną. Zesz. Nauk. WSR. Szczec. 2, 63-89, 1959
- Zielona taśma w polu uprawowym w warunkach Pomorza Zachodniego. Szczec. Tow. Nauk. Wydz. Nauk. Przyr-Rol. 23 (1), 1964 (wsp. Z. Mackiewicz, M. Pawlus)
- Wpływ niektórych zabiegów agrotechnicznych na plon ziemniaka i występowanie przetrwalników grzyba Rhizoctonia solanina bulwach. Szczec. Tow. Nauk. Wydz. Nauk. Przyr.-Rol. 27 (1), 1966
- Wpływ nawożenia mineralnego na produkcję sadzeniaków ziemniaka w oparciu o wyniki doświadczeń przeprowadzonych w RZD Lipki. Rozpr. AR Szczec. 11, 1968
- Poplony ścierniskowe jako zielony nawóz przy uprawie ziemniaków. Szczec. Tow. Nauk. Wydz. Nauk. Przyr.-Rol. 30 (2), 1970 (wsp. Z. Mackiewicz)
- Efekty ekonomiczne stosowania herbicydów w ziemniakach. Pestycydy 3, 123-137, 1971
- Wpływ poziomu nawożenia mineralnego i terminów zbioru na plon buraka cukrowego w warunkach Pomorza Szczecińskiego. Biul. IHAR 3-4, 57-62, 1973 (wsp. J. Kopczyński)
- Efektywność trzech sposobów niszczenia naci w końcowej fazie wegetacji ziemniaka w zastosowaniu do plantacji nasiennej. Rocz. Nauk. Rol. Ser. A 101 (3), 143-154, 1976
- Zachwaszczenie, plon i skrobiowość ziemniaków traktowanych. 2.4-D, MCPA i linuronem. Rocz. Nauk. Rol. Ser. A 102 (3), 43-56, 1977
- Efektywność nawożenia azotem rzepaku ozimego i żyta, uprawianych na paszę w poplonie ozimym. Zesz. Probl. Post. Nauk. Rol. 219, 25-30, 1979
- Wielkość i zmienność plonów rzepaku w województwie szczecińskim. Zesz. Probl. Post. Nauk. Rol. 229, 15-22, 1979
- Efektywność herbicydów Afalonu i Gramonalu przy uprawie ziemniaków wczesnych. Rocz. Nauk. Rol. Ser. A 104 (3), 113-124, 1980 (wsp. W. Piramowicz)
- Wpływ niektórych czynników przyrodniczych i agrotechnicznych na zróżnicowanie zawartości N, P, K. Ca, Mg, Zn i Cu w ziemniakach, burakach i kukurydzy. Zesz. Nauk. AR Szczec. 92 (27), 171-202, 1982 (wsp. M. Zwierzykowski)
- Plonowanie gatunków zbóż w warunkach doświadczalnych i produkcyjnych. Zesz. Probl. Post. Nauk. Rol. (305), 135-140, 1984 (wsp. H. Songin)
- Wpływ herbicydu Pielisam na zachwaszczenie i plon jedenastu odmian ziemniaka. Szczec. Rocz. Nauk., 3 (2), 128-140, 1988 (wsp. W. Piramowicz)
- Intensywne rolnictwo a ochrona środowiska. Zesz. Probl. Post. Nauk. Rol. (380), 121-132, 1989
- Efektywność niektórych retardantów przy kształtowaniu cech morfologicznych i plonu rzepaku ozimego. Rośliny Oleiste, cz. II. Zesz. Probl. IHAR, 87-91, 1991 (wsp. M. Bury)
- Wpływ niektórych czynników na wymarzanie bulw w glebie i występowanie samosiewów ziemniaka. Fragm. Agron. 2/38, 52-68, 1994 (wsp. W. Piramowicz)
- Occurrence of some diseases and Giobodera rostochiensis (Wolt.) depending on the proportion of potato in crop rotation. Phytopatologia Pol. 7 (19), 21-27, 1994 (wsp. W. Piramowicz, H. Szysz, H. Wronkowska)
- Produkcja kompostu koprolitowego w ogrodzie przydomowym i działkowym. Post. Nauk. Rol. 1/94, 145-152, 1994
- Międzyplony jako źródło pasz. Post. Nauk. Rol. 6/94. 69-78. 1994.
- Niektóre problemy proekologicznej gospodarki rolnej na Pomorzu Zachodnim. Zesz. Nauk. AR Szczec. 173, Rolnictwo 63, 225-233, 1996

## Podręczniki i skrypty akademickie
- Materiały do ćwiczeń ze szczegółowej uprawy roślin (redaktor i współautor). AR Szczecin 1969.
- Szczegółowa uprawa roślin. Red. J. Herse (współautor). PWN Warszawa 1976.
- Szczegółowa uprawa roślin. Wybór zadań na ćwiczenia. Red. Włodzimierz Songin. Wydawnictwo Akademii Rolniczej w Szczecinie. Szczecin 1989.
- Uprawa roślin rolniczych. Red. Z. Hryncewicz (współautor). PWRiL Warszawa 1992.
- Słownik Agrobiotechnologiczny, polski, angielski, czeski, francuski, niemiecki. Red. W. Niewiadomski, t. I-III (red. działu szczegółowa uprawa roślin i autor ok. 300 haseł). PTNA Lublin 1992
- Szczegółowa uprawa roślin. Skrypt do ćwiczeń. Wyd. 2. Red. W. Songin. Wydawnictwo Akademii Rolniczej w Szczecinie, Szczecin 1993
- Podstawy produkcji roślinnej. Red. S. Karczmarczyk (współautor). AR Szczecin 1995

## Instrukcje i opracowania dla praktyki rolniczej
- Wykorzystanie okopowych jako paszy. Biblioteka Wiedzy Rolniczej RSW Prasa, Warszawa 1960
- Zabiegi ograniczające występowanie przetrwalników rizoktonii na sadzeniakach ziemniaka. Instrukcja 28, Centralna Biblioteka Rolnicza, Warszawa 1964.
- Jednoroczne mieszanki pastewne w warunkach województwa szczecińskiego (współautorzy: Z. Mackiewicz, M. Pawlus, J. Kopczyński). Wyd. Wydz. Rol. KW PZPR Szczecin 1968
- Agrotechnika wysokich plonów ziemniaka na glebach lekkich. Instrukcja 3/76. AR Szczecin 1976
- Perspektywy rozwoju produkcji ziemniaka w województwie słupskim z uwzględnieniem odmian. Konf. nauk.-techn. / przewod. ds. nauk. W. Songin. Słupsk, Stowarzyszenie Inżynierów i Techników Rolnictwa. 116 Poz. 1350-1362 Oddział Wojewódzki 1979
- Uprawa ziemniaka przemysłowego w warunkach Pomorza Zachodniego. PWRiL Oddz. W Poznaniu 1980
- Agrotechnika ziemniaka na glebach typowo ziemniaczanych. Instrukcja upowszechnieniowa nr 3. Instytut Ziemniaka Bonin 1981 (wsp. A. Mogielnicki)
- Dżdżownica w rolnictwie proekologicznym. Oprac. Tematyczne 69. AR Szczecin 1993 (wsp. W. Sadowski).

## Nagrody
- Nagroda Ministra Nauki, Szkolnictwa Wyższego i Techniki (1963, 1970, 1979, 1986)[7]
- Nagroda Wojewody Szczecińskiego – dwukrotnie
- Nagroda Rektora Akademii Rolniczej w Szczecinie – wielokrotnie

## Medale i odznaczenia
- Krzyż Kawalerski Orderu Odrodzenia Polski
- Złoty Krzyż Zasługi
- Medal Zasłużony Nauczyciel PRL
- Medal 30-lecia Polski
- Medal 40-lecia Polski
- Medal Komisji Edukacji Narodowej
- Odznaka Zasłużony Pracownik Rolnictwa
- Medal Zasłużony dla Akademii Rolniczej w Szczecinie
- Odznaka za zasługi dla województwa szczecińskiego – Gryf Pomorski
- Odznaka za zasługi dla województwa koszalińskiego
- Odznaka za zasługi dla województwa słupskiego
- Odznaka za zasługi dla województwa gorzowskiego
- Odznaka za zasługi dla województwa pilskiego
- Medal „Za zasługi dla nauki i postępu” wojewody szczecińskiego
- Złota odznaka Stowarzyszenia Inżynierów i Techników Rolnictwa
- Odznaka Grunwaldzka
- Medal Zwycięstwa i Wolności 1945